# Ecques
Ecques település Franciaországban, Pas-de-Calais megyében. Lakosainak száma 2176 fő (2022. január 1.). Ecques Heuringhem, Bellinghem, Quiestède, Saint-Augustin, Roquetoire és Helfaut községekkel határos.

## Népesség
A település népességének változása:
| Lakosok száma | 2053 | 2095 | 2166 | 2139 | 2152 | 2165 | 2178 | 2171 | 2176 |
|               | 2013 | 2015 | 2016 | 2017 | 2018 | 2019 | 2020 | 2021 | 2022 |